# Thomas Thynne, 1. Viscount Weymouth

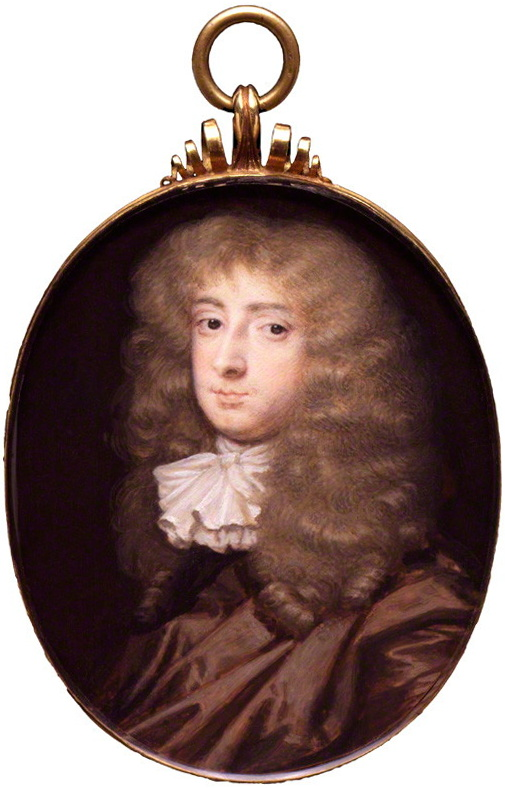
Thomas Thynne. Aquarell, um 1675

Thomas Thynne, 1. Viscount Weymouth, PC FRS (* 1640; † kurz vor 28. Juli 1714 in Longleat) war ein englischer Adliger und Politiker.

## Herkunft und Jugend
Thomas Thynne war der älteste Sohn von Sir Henry Frederick Thynne, 1. Baronet und von 
Hon. Mary Coventry, einer Tochter von Thomas Coventry, 1. Baron Coventry. Er wurde am 8. September 1640 getauft. Sein Vater entstammte der zweiten Ehe von Thomas Thynne, Gutsherr von Longleat, bei dessen Tod 1639 hatte er die Familiengüter in Shropshire und Gloucester geerbt, während die Stammgüter der Familie in Südwestengland an seinen ältesten Halbbruder James Thynne fielen. 1641 wurde sein Vater zum Baronet, of Caus Castle erhoben, während des Bürgerkriegs stand er als Royalist auf der Seite des Königs und war mehrere Jahre bis 1652 in Gefangenschaft. Thomas besuchte die Kingston Grammar School in Kingston upon Thames und erhielt anschließend während des Commonwealth von entlassenen anglikanischen Geistlichen wie Thomas Triplett Privatunterricht, die ihn auch in Oxford unterrichteten, ehe er dort ab dem 21. April 1657 am Christ Church College der Universität Oxford studierte. Er freundete sich dort mit seinem Tutor Thomas Ken, dem späteren Bischof von Bath und Wells an, und erwarb eine umfangreiche Sammlung von Manuskripten seines ehemaligen Lehrers William Burton. Obwohl er das College ohne Abschluss verließ, erregte sein lebenslanges Interesse an Münzen und Manuskripten das Interesse der Royal Society, die ihn 1664 als Fellow aufnahm.

## Parlamentarische Karriere
Trotz der Unterstützung des Duke of York scheiterte Thynnes Bewerbung als Abgeordneter für Salisbury bei einer Nachwahl 1664 gegen Edward Hyde, der durch seinen Vater, den Earl of Clarendon, der Lordkanzler und auch High Steward von Salisbury war, unterstützt wurde. 1666 wurde Thynne Groom of the Bedchamber des Duke of York, dieses Amt bekleidete er bis 1672. Von 1666 bis 1669 war er englischer Gesandter in Schweden. Um 1673 heiratete er Frances Finch (um 1650–1712), eine Tochter von Heneage Finch, 3. Earl of Winchilsea und von Mary Seymour. Durch Vermittlung von Heneage Finch, einem Cousin seiner Frau, wurde er am 16. Januar 1674 Kandidat der Universität Oxford für eine Nachwahl zum House of Commons. Durch Finchs Unterstützung und durch einen aufwändigen Wahlkampf mit Bewirtung der Wähler wurde er von den Professoren gewählt, obwohl diese sonst nur Absolventen der Universität wählten. Im House of Commons verfolgte er eine ähnliche Politik wie sein gleichnamiger Cousin Thomas Thynne und gehörte zunächst der Opposition unter Lord Shaftesbury an. Er war jedoch weniger aktiv als sein Cousin und machte auch keinen bekannten Versuch, den Klerus, zu dem die Angehörigen der Universität gehörten, von der Herdsteuer auszunehmen. Folglich waren seine Aussichten, bei der nächsten Unterhauswahl 1679 als Abgeordneter der Universität wiedergewählt zu werden, gering. Durch seine Heirat hatte er jedoch bei Drayton Bassett in Staffordshire umfangreichen Grundbesitz sowie starken Einfluss auf den Wahlkreis des nahe gelegenen Borough Tamworth erworben, so dass er bei den beiden Wahlen 1679 jeweils für Tamworth gewählt wurde. Kurz darauf wurde er auch High Steward der Stadt, dieses Amt bekleidete er bis zu seinem Tod. Im House of Commons befürwortete er Maßnahmen, um Katholiken aus der Hauptstadt London fernzuhalten, stimmte jedoch gegen Shaftesburys Versuche, den zum katholischen Glauben konvertierten Duke of York von der Thronfolge auszuschließen. Am 21. Mai 1679 lehnte er die erste Exclusion Bill ab. Für sich selber versuchte er vergeblich, das Amt des Botschafters der Levant Company im Osmanischen Reich zu erhalten.

## Erbe von Longleat und Aufstieg zum Peer
Nach dem Tod seines Vaters am 6. März 1680 erbte er dessen Güter, die ihm ein jährliches Einkommen von über £ 4000 einbrachten, und dessen Adelstitel als 2. Baronet, of Cause Castle. Dazu wurde er 1680 Friedensrichter für Gloucestershire, Shropshire und Staffordshire. Zwei Jahre später, nach der aufsehenerregenden Ermordung seines Cousins Thomas Thynne, erbte er dessen umfangreiche Ländereien in Somerset und Wiltshire mit Longleat House. In Longleat ließ er eine Reihe von Räumen neu gestalten, dazu vollendete er die Kapelle und ließ den Garten im formalen Barockstil umgestalten. 1682 wurde er Friedensrichter für Wiltshire und 1684 für Somerset, daneben übernahm er noch zahlreiche weitere Ämter. 
Bei der Unterhauswahl 1681 kam es für Tamworth zu einer Doppelwahl, nachdem Thynne seine Kandidatur verspätet angezeigt hatte. Die Frage, welcher Abgeordneter für das nur kurz tagende Parlament gewählt wurde, wurde nicht mehr geklärt. Danach kandidierte Thynne nicht mehr für das House of Commons, da er am 11. Dezember 1682 zum Dank für seine standfeste Ablehnung der Exclusion Bill zum Viscount Weymouth und zum Baron Thynne, of Warminster, erhoben wurde. Dennoch zögerte er bis 1685, seinen Platz als Peer im House of Lords einzunehmen. Obwohl er gegen die Aufhebung der Testakte durch König Jakob II. nicht protestierte, lehnte er dessen den Katholizismus begünstigenden Maßnahmen ab. Am 11. Dezember 1688 war er einer der vier Gesandten, die nach der Flucht von Jakob II. Wilhelm von Oranien in Henley-on-Thames baten, ein freies Parlament einzuberufen. Im House of Lords befürwortete er eine Regentschaft, und obwohl er selbst den Eid auf den neuen König leistete, unterstützte er Eidverweigerer wie seinen alten Freund Bischof Ken, dem er in Longleat Unterkunft gewährte. Er selbst war Mitglied in der 1701 gegründeten missionarischen Society for the Propagation of the Gospel. Er blieb ein überzeugter Tory und ein lautstarker Gegner der Regierung und lehnte Gesetzesvorhaben wie den Triennial Act von 1694 und die Wahlregelungen von 1697 ab. Er wurde deshalb als Jakobit verdächtigt, doch es ist nicht bekannt, ob er mit dem exilierten Ex-König Jakob in Kontakt stand. 1696 verlor er seine Ämter als Friedensrichter, doch wurde er 1700 erneut Friedensrichter für Somerset und Wiltshire. Kurz nach der Thronbesteigung von Königin Anne wurde er im Juni 1702 Mitglied des Privy Council, erster Lord Commissioner of Trade and Plantations, dieses Amt hatte er bis April 1707 inne. Im Mai 1707 verlor er auch seine Mitgliedschaft im Privy Council, wurde jedoch am 8. März 1712 erneut Mitglied, dazu wurde er Verwalter des Forest of Dean.

## Familie und Erbe
Seine Frau starb am 17. April 1712, er selbst starb zwei Jahre später, kurz vor dem 28. Juli 1714, vermutlich in Longleat. Er wurde in der Familiengruft in Longbridge Deverill begraben. 
Er hatte mit seiner Frau drei Söhne und eine Tochter:
- William Thynne († jung);
- James Thynne († um 1705);
- Frances Thynne (1673–1750) ⚭ 1690 Sir Robert Worsley, 4. Baronet;
- Henry Thynne (1675–1708), MP, ⚭ 1695 Grace Strode.

In seinem Testament bedachte er Bischof Ken mit einer Pension. Seine drei Söhne waren alle bereits vor ihm gestorben und hatten keine männlichen Nachfahren hinterlassen. Thynne hinterließ vier Enkelinnen die stattliche Summe von £ 40.000. Bei der Schaffung seiner Titel war verfügt worden, dass diese auch an die männlichen Nachfahren seiner Brüder vererbbar waren, weshalb sein Großneffe Thomas, der vierjährige Enkel seines Bruders Henry Frederick, die Titel und den Großteil der Ländereien in Wiltshire, Somerset, Middlesex und Staffordshire unter der Bedingung erbte, dass er seinen anglikanischen Glauben bestätigte.   

## Sonstiges
Nach ihm wurde die Weymouth-Kiefer benannt, die er Anfang des 18. Jahrhunderts erstmals in Europa in seinem Park von Longleat anpflanzen ließ.